# WASP-3
WASP-3 és una estrella nana de color groc-blanc de magnitud 10 situada a uns 800 anys llum de distància a la Constel·lació de la Lira. Sembla ser variable; "Va passar d'un estat menys actiu (log R'_hk = -4.95) a un més actiu (log R'_hk = -4.8) entre 2007 i 2010".

## Sistema planetari
El planeta extrasolar WASP-3b va ser detectat pel projecte SuperWASP el 2007. El Telescopi William Herschel havia confirmat que era un planeta el 2008.
El 2010, els investigadors van proposar un segon planeta en òrbita al WASP-3. Però el 2012 aquesta proposta es va desacreditar.
| Companya (per ordre des de l'estrella) | Massa          | Semieix major (ua) | Període orbital (dies) | Excentricitat | Inclinació | Radi |
| -------------------------------------- | -------------- | ------------------ | ---------------------- | ------------- | ---------- | ---- |
| b                                      | 2.06 ± 0.13 MJ | 0.0313 ± 0.0001    | 1.8468372 ± 6e-07      | 0             | —          | —    |